# Bärenjäger
Bärenfang és una beguda alcohòlica basada en el vodka i que conté mel. En el món de parla anglesa sovint s'anomena Bärenjäger.
Bärenfang significa "trampa d'os"; Bärenjäger significa "caçador d'ossos." Té un grau alcohòlic entre 30%–45%. A Alemanya el Bärenfang es fa a casa. Molt del Bärenfang casolà està basat en el vodka, però algunes receptes de més graduació alcohòlica es basen en l'alcohol neutre. Sempre es fa amb mel obtinguda del nèctar de les flors, ja que la mel de melada té un regust amargant.
Aquest licor es va fer primer a la Prússia oriental al segle xv. Bärenjäger va ser una marca comercial produïda a Koenigsberg però ara es fa a Steinhagen. En les ampolles hi havia un dibuix de caçadors d'ossos.